# 犍州 (四川)
犍州，唐朝时设置的州。
武德元年（618年）置，治所在洪雅县（今四川省洪雅县西）。初属嘉州。武德二年属眉州。贞观元年（627年）废。